# Lorenz Oken
Lorenz Oken, egentligen Okenfuß, född 1 augusti 1779 i Bolsbach vid Offenburg, död 11 augusti 1851 i Zürich, var en tysk naturfilosof av Friedrich von Schellings skola.
Oken blev professor i naturvetenskap 1807 i Jena, 1828 i München och 1832 i Zürich. Ehuru hans naturspekulationer delvis är fantastiska och bland annat byggs på talsymbolik, framställde han många originella tankar, som kom till sin rätt i dåtidens naturuppfattning. Vid Johann Wolfgang von Goethes sida var han i Tyskland den främste föregångaren till evolutionsläran. Han gjorde gällande, att alla de organiska varelserna, växter, djur och människan, kommit till genom en gradvis skeende utveckling ur ett urslem. Hela organisationsprocessen fattar han som en utveckling med den medvetna intelligensen hos människan som ändamål. Hans huvudarbete är Lehrbuch der Naturphilosophie (1809-11; tredje upplagan 1843). Han utgav tidskriften "Isis" (från 1817). Han invaldes som utländsk ledamot av svenska Vetenskapsakademien 1832.
Auktorsnamnet Oken kan användas för Lorenz Oken i samband med ett vetenskapligt namn inom botaniken; se Wikipediaartiklar som länkar till auktorsnamnet.